# Claire Baril
Claire Baril, geboren als Claire Monot, (Parijs, 28 juni 1890 - Elsene, 16 februari 1973) was een Belgische lerares en politica voor de BWP-POB.

## Levensloop
Ze werd op jonge leeftijd actief in de Belgische Werkliedenpartij (BWP). Bij de lokale verkiezingen van 1921 werd ze verkozen als gemeenteraadslid te Elsene, tevens werd ze professioneel actief als lerares aan de Arbeidershogeschool te Ukkel. Een jaar later, in 1922, werd ze lid van het nationaal bureau en uitvoerend comité van de BWP en werd ze actief bij de Socialistische Vooruitziende Vrouwen (SVV).
In 1926 werd ze lid van het Comité d'action Fémine. Voorts werkte Baril mee aan de tijdschriften L'Aurore, La Voix de la Femme en La Femme Prévoyante. In 1935 werd ze aangesteld als schepen van Sociale Zaken te Elsene, datzelfde jaar begon ze ook nauw samen te werken met Hendrik De Man in het kader van het Plan van de Arbeid. De samenwerking continueerde zich toen De Man later BWP-voorzitter werd in opvolging van Emile Vandervelde. In 1937 werd ze nationaal secretaris van de SVV.
Ook werkte ze tijdens de Duitse bezetting gedurende de Tweede Wereldoorlog aan de zijde van De Man toen deze de partijkrant Le Peuple en de werking van de mutualiteiten opnieuw trachtte op te starten. Op 4 oktober 1944 bood ze haar ontslag aan bij de BWP.